# Isabelle Cantat
Pour les articles homonymes, voir Cantat.
Isabelle Cantat, née le 5 janvier 1974 à Rennes, est une physicienne française spécialiste de la matière molle. Elle dirige ses recherches à l'Institut de physique de l'université de Rennes. En 2023, elle reçoit la médaille d'argent du CNRS.

## Biographie
Isabelle Cantat entre à l'École normale supérieure de Lyon en 1993. Elle y obtient une agrégation de physique en 1996. Elle soutient sa thèse de doctorat sur la dynamique des liposomes en 1999 à l'université Joseph-Fourier sous la direction de Chaouqi Misbah. Elle rejoint le réseau européen « Foam stability and wetting transition » à l'université Heinrich-Heine de Düsseldorf en Allemagne à l'occasion de son stage post-doctoral. En 2006, elle obtient son habilitation universitaire. 
En 2000, elle devient maitresse de conférences au sein du groupe matière condensée et matériaux  à l'université de Rennes, puis Professeure des universités, en 2007. En 2016 , elle y est nommée responsable du département Matière Molle de l'Institut de Physique de Rennes jusqu'en 2023.

## Travaux
Ses recherches portent sur la dynamique des fluides et en particulier sur la physique des mousses liquides tels que les bulles de savon. Elles visent à comprendre la durée de vie des mousses et ce qui affecte cette durée de vie.

## Livres
- 2013 « Foams: Structure and Dynamics par » Isabelle Cantat, Sylvie Cohen-Addad, Florence Elias, François Graner, Reinhard Höhler, Olivier Pitois, Florence Rouyer, Arnaud Saint-Jalmes

## Distinctions et récompenses
- 2023 : Médaille d'argent du CNRS[3]’[4]
- 2022-2027 : Membre senior de l'Institut universitaire de France[5]
- 2019-2024 : Bourse Consolidator Grant du Conseil européen de la recherche pour le projet DISFILM[6]
- 2009-2014 : Membre junior de l'Institut universitaire de France[7]

## Décorations
- Chevalière de la Légion d'honneur (décret du 31 décembre 2023)[8]